# Harald Bouman
Harald K. Bouman (Hoogezand-Sappemeer, 1971) is een Nederlandse politicus en bestuurder. Hij is partijloos.

## Studie en loopbaan
Bouman studeerde Juridische Bestuurswetenschappen aan de juridische faculteit van de Rijksuniversiteit Groningen. Hij werkte na zijn studie in diverse functies bij Postkantoren BV, KPN, Atos Origin en BAN PersoneelsDiensten. Hij ontwikkelde zich daar in verschillende managementrollen en werkte op het snijvlak tussen organisatie en personeel.

## Gemeente Eemsmond
Sinds 2010 was hij namens de lokale partij GemeenteBelangen Eemsmond wethouder en locoburgemeester in de gemeente Eemsmond, tot enige weken voor het moment dat deze gemeente heringedeeld werd met de gemeenten Bedum, Winsum en De Marne tot de gemeente Het Hogeland. In zijn hoedanigheid als wethouder was hij naast zijn verantwoordelijkheid voor de portefeuilles verkeer en vervoer, onderwijs, jeugdzorg en sport, onder andere ook dagelijks bestuurslid van de Gemeenschappelijke Regeling Groningen Seaports en legde hij de basis voor Publiek Vervoer Groningen Drenthe.
Daarnaast speelde hij een rol bij de totstandkoming van de uitbreiding van de spoorlijn Groningen - Roodeschool - Eemshaven en is hij als lid van de commissie Ruimte, Wonen en Mobiliteit nog steeds betrokken bij verschillende andere zaken op het gebied van mobiliteit.

## Gemeente Noordoostpolder
Vanaf 10 december 2018 was hij burgemeester van de gemeente Noordoostpolder. Hij is niet gebonden aan een landelijke politieke partij en werd daarmee gekwalificeerd als een “partijloos” burgemeester. Op 7 oktober 2019 diende hij zijn ontslag in als burgemeester van Noordoostpolder.